# Spigelia riedeliana
Spigelia riedeliana är en tvåhjärtbladig växtart som först beskrevs av August Progel, och fick sitt nu gällande namn av E. F. Guimaraes och Fontella. Spigelia riedeliana ingår i släktet Spigelia och familjen Loganiaceae. Inga underarter finns listade i Catalogue of Life.